# 水獛
水獛（学名：Genetta piscivora）也称水灵猫，是灵猫科的一种，曾经独自划为一属 Osbornictis（“水獛属”或“水灵猫属”），21世纪初有学者研究表明其与獛属（Genetta）为同一属。分布于刚果民主共和国北部森林地区。